# Le Port (nouvelle)
Pour les articles homonymes, voir Le Port.
Le Port est une nouvelle de Guy de Maupassant parue en 1889.
Cette nouvelle réunit deux thèmes obsédants dans l'œuvre de Maupassant : la prostitution et l’inceste.

## Historique
Le Port est une nouvelle d'abord parue dans L'Écho de Paris du 15 mars 1889, dans La Vie populaire du 4 juin 1889, puis dans le recueil de nouvelles La Main gauche.

## Résumé
À Marseille, le marin Célestin Duclos se rend dans un bouge et choisit une fille pour la nuit. Au matin, il découvrira que la prostituée est sa sœur Françoise.

## Adaptations
- 1933 : La mujer del puerto (La Femme du port), film mexicain de Arcady Boytler
- 1949 : La mujer del puerto, film mexicain de Emilio Gómez Muriel
- 1974 : Le Port, téléfilm français de Claude Santelli. Le scénario de Claude Santelli déplace l’action de Marseille vers la Normandie et étoffe le récit avec des éléments empruntés à d’autres nouvelles sur l’amour vénal : L'Odyssée d'une fille (1883) et L'Armoire (1884).
- 1991 : La mujer del puerto, film mexicain de Arturo Ripstein